# Kolathur
Kolathur é uma panchayat (vila) no distrito de Salem, no estado indiano de Tamil Nadu.

## Demografia
Segundo o censo de 2001,  Kolathur  tinha uma população de 10,319 habitantes. Os indivíduos do sexo masculino constituem 53% da população e os do sexo feminino 47%. Kolathur tem uma taxa de literacia de 62%, superior à média nacional de 59.5%: a literacia no sexo masculino é de 70% e no sexo feminino é de 53%. Em Kolathur, 9% da população está abaixo dos 6 anos de idade.